# Spyros
Spyros ist ein männlicher Vorname.

## Herkunft und Bedeutung
Der Name ist griechischen Ursprungs und eine Kurzform von Spyridon.

## Varianten
- Spiros

## Bekannte Namensträger
- Spyros Andriopoulos (* 1962), griechischer Langstreckenläufer
- Spyros Artavanis-Tsakonas (* 1946), griechisch-amerikanischer Biologe
- Spyros Balomenos (* 1979), griechischer Handballspieler und -trainer
- Spyros Danellis (* 1955), griechischer Politiker der Panellinio Sosialistiko Kinima, MdEP
- Spyros Gianniotis (* 1980), griechischer Schwimmer
- Spyros Iakovidis (1923–2013), griechischer Klassischer Archäologe
- Spyros Kalogirou (1922–2009), griechischer Schauspieler
- Spyros Kyprianou (1932–2002), griechisch-zypriotischer Politiker, Präsident der Republik Zypern (1977–1988)
- Spyros Livathinos (* 1955), griechischer Fußballspieler
- Spyros Magliveras (* 1938), US-amerikanischer Mathematiker
- Spyros Markezinis (1909–2000), griechischer Politiker und Ministerpräsident
- Spyros Sakkas (* 1938), griechischer Opernsänger (Bariton)
- Spyros Samaras (1861–1917), griechischer Komponist
- Spyros Skouras (1893–1971), griechisch-amerikanischer Filmfirmenmanager
- Spyros Trikoupis (1888–1945), griechischer Politiker und Schriftsteller
- Spyros Troianos (1933–2024), griechischer Kirchenrechtler und Rechtshistoriker